# Typhonium brownii
Typhonium brownii är en kallaväxtart som beskrevs av Heinrich Wilhelm Schott. Typhonium brownii ingår i släktet Typhonium och familjen kallaväxter. Inga underarter finns listade.